# جاي بيرنت
جاي بيرنت (بالإنجليزية: Guy Burnet)‏ هو ممثل بريطاني، ولد في 8 أغسطس 1983 بلندن في المملكة المتحدة.

## أعمال

### أفلام
- (2014) موردكاي[8]

## وصلات خارجية
- جاي بيرنت على موقع IMDb (الإنجليزية)
- جاي بيرنت على موقع قاعدة بيانات الفيلم (الإنجليزية)